# 투아레그인
투아레그인(Tuareg) 은 사하라 사막에서 가장 많은 베르베르계 유목민으로 알제리, 리비아, 말리, 니제르, 부르키나파소 등지에 걸쳐 분포하며, 수는 약 400만 명에 이른다. 가축을 몰고 다니며 목초지를 찾아 사하라 사막 이곳 저곳을 옮겨다닌다. 귀족, 가신, 노예 등의 계층이 존재하며, 사회적으로 남녀가 평등하다.

## 같이 보기
- 투아레그어군